# Pisa (Fluss)
Die Pisa (mit dem stimmlosen ‚s‘ [s] im Gegensatz zur Stadt Pisa mit dem stimmhaften ‚s‘ [z]; deutsche Bezeichnung Pissek-Fluss oder ebenfalls Pisa) ist ein rechter Zufluss der Narew in Polen.

## Verlauf
Die Pisa entspringt bei Pisz (deutsch Johannisburg) dem von den Flüsschen Konopka (Heidebach) und Święcek (Barbe) gespeisten Jezioro Roś (Roschsee, auch Warschau-See). Einen weiteren, nicht unerheblichen Zufluss zum Quellsee Roś stellt der Kanał Jegliński (Jeglinner Kanal, in der Nazizeit nach der Ortsnamengermanisierung: Wagenauer Kanal) dar, der in den Jahren 2015 und 2016 mit erheblichem Aufwand restauriert wurde. Die Schleuse Karwik, heute eigentlich nur noch für die Sportschifffahrt bedeutend, reduziert den Höhenunterschied vom Śniardwy (Spirdingsee) von 116 Metern über dem Meeresniveau zum Roś auf 114 Meter über dem Meeresniveau. In südliche Richtung fließt die Pisa nach dem kanalisierten Teil in Pisz in unzähligen natürlichen Mäandern durch die östliche Puszcza Piska (Johannisburger Heide) und nach rund 19 km durch die Woiwodschaft Podlachien. Sie bildet die Ostgrenze der Landschaft Równina Kurpiowska (Kurpie), verläuft in einigem Abstand an Kolno vorbei und mündet nach rund 80 km bei Nowogród in den Narew. Ihr Einzugsgebiet wird mit rund 4500 km² angegeben.
Gemeinsam mit Narew, Weichsel und San definierte die Pisa, soweit sie nicht zu dem damals deutschen Ostpreußen gehörte, die Grenze zwischen der deutschen und der sowjetischen Interessensphäre, wie sie in den diplomatischen Vereinbarungen festgelegt wurde, die sich an das geheime Zusatzprotokoll zum deutsch-sowjetischen Nichtangriffspakt vom 23. August 1939 anschlossen. Entlang dieser Grenze wurde Polen im September 1939 zum vierten Mal geteilt.

## Name
Der Name bezieht sich auf die natürlichen Gegebenheiten (prußisch „pisa, pisse“: tiefer Sumpf, grundloser Morast, wo nur kleine Birken und Fichten wachsen).